# Feliks Jan Mazurkiewicz
Feliks Jan Mazurkiewicz (ur. 19 listopada 1896 w Brzeżanach, zm. 17 października 1945 w Dortmundzie) – major piechoty Wojska Polskiego, uczestnik obu wojen światowych, kawaler Orderu Virtuti Militari.

## Życiorys
Urodził się 19 listopada 1896 w Brzeżanach, ówczesnym mieście powiatowym Królestwa Galicji i Lodomerii, w rodzinie Marcina i Antoniny z Gąsiorowskich. Ojciec był właścicielem zakładu budowlanego, a matka pochodziła z ziemiańskiej rodziny (herbu Ślepowron). Feliks miał cztery siostry. 
Uczęszczał do c. k. Gimnazjum w Brzeżanach z polskim językiem wykładowym. W trakcie nauki w starszych klasach wstąpił do Związku Strzeleckiego „Strzelec” w Brzeżanach (lata 1913–1914). Po wybuchu I wojny światowej, w sierpniu 1914 z kompanią strzelecką z Brzeżan wyjechał do Krakowa. Został wcielony do I batalionu 1 pułku I Brygady Legionów Polskich, w ramach którego uczestniczył w szeregu bitew w latach 1914–1916. Wyróżnił się w bitwie pod Laskami, za którą został odznaczony orderem wojskowym „Virtuti Militari" V klasy. Po kryzysie przysięgowym, jako poddany austriacki, został wcielony do armii austro-węgierskiej. 
W pierwszych dniach listopada 1918 brał czynny udział w rozbrajaniu jednostek austriackich w Krakowie. 2 listopada został wcielony do jednej z kompanii 5 pułku piechoty Legionów, z którym udał się na front (ukraiński). W marcu 1919 został przeniesiony do formującego się 1 pułku piechoty Legionów, z którym uczestniczył w walkach na terenach wschodnich.
Do listopada 1937 pozostawał w 1 pp Leg. na stanowiskach dowódcy 1 kompanii ckm i komendanta obwodowego przysposobienia wojskowego w Wilnie w stopniu kapitana. Pod koniec roku 1937 został przeniesiony na stanowisko dowódcy Kościerskiego Batalionu Obrony Narodowej. Obowiązki dowódcy batalionu łączył z funkcją komendanta 88 Obwodu Przysposobienia Wojskowego. Na stopień majora został mianowany ze starszeństwem z 19 marca 1938 i 16. lokatą w korpusie oficerów piechoty.
W lecie 1939 został odwołany z Kościerzyny do Warszawy. Z chwilą wybuchu wojny uczestniczył w obronie Warszawy jako dowódca I batalionu 360 pułku piechoty. Dowodzony przez niego baon obsadzał drugą linię obrony pododcinka Wola, następnie obsadził „Fort Wolski”, 18 września wziął udział w natarciu „po osi Górce–Blizne dla ściągnięcia jak największych sił niemieckich na siebie” po czym obsadził samodzielną pozycję Blizne–Chrzanów. Po kapitulacji załogi stolicy dostał się do niewoli niemieckiej, do końca wojny przebywając w oflagach (w Lubece jako tzw. honorowy jeniec wojenny, a następnie w Dössel – przeniesiony tam karnie za działalność konspiracyjną na terenie obozu).
Po wyzwoleniu oflagu w kwietniu/maju 1945 i przekształceniu go w Polski Obóz Wojskowy, przez kilka miesięcy pozostawał na jego terenie, poważnie zapadając na zdrowiu (choroba wrzodowa żołądka i dwunastnicy). Zmarł 17 października 1945 w wyniku pooperacyjnego zapalenia płuc w Dortmundzie. Został pochowany w kwaterze polskich jeńców wojennych cmentarza w Dössel (obecnie część Warburga), na którym spoczywa do dziś.
Był żonaty i miał dwóch synów: Wiesława Zygmunta (ur. 27 sierpnia 1923) oraz Romana Wojciecha (ur. 1 stycznia 1930).

## Ordery i odznaczenia
- Krzyż Srebrny Orderu Wojskowego Virtuti Militari nr 7228 – 17 maja 1922[4][3][2][14]
- Krzyż Niepodległości – 15 czerwca 1932 „za pracę w dziele odzyskania niepodległości”[15][16][1][17]
- Złoty Krzyż Zasługi – 25 maja 1939 „za zasługi na polu wychowania fizycznego i przysposobienia wojskowego”[18]
- Medal Pamiątkowy za Wojnę 1918–1921[17]
- Medal Dziesięciolecia Odzyskanej Niepodległości[17]